# Philipp Balthasar Gerdes
Philipp Balthasar Gerdes (* 1680 in Greifswald; † 21. Oktober 1736 ebenda) war ein deutscher Rechtsgelehrter, Historiker und Hochschullehrer.

## Leben
Der Sohn des Friedrich Gerdes (1634–1696), Hofgerichtspräsident und Professor in Greifswald, und der Anna Erich besuchte die Stadtschulen in Greifswald und Stralsund. Ab 1698 studierte er an den Universitäten Greifswald und Halle. Anschließend ging er zu seinem Schwager, dem mecklenburgischen Regierungsrat Jacob Balthasar, nach Rostock, um die juristische Praxis zu erlernen.
Nach seiner Rückkehr nach Greifswald praktizierte er dort als Jurist und wurde 1708 Lizenziat der Rechte. Nach dem Tod Johann Philipp Palthens 1710 übernahm er dessen ordentliche Professur der Geschichte und Moral und las Universalgeschichte und Naturrecht. Nach dem Tod von Johann Schack wurde er 1714 ordentlicher Professor der Jurisprudenz. In diesem Amt lehrte er unter anderem die Institutionen des Gaius, Pandekten und Lehnsrecht. 1719 und 1727 war er Rektor der Hochschule.
Zusammen mit seinem Vetter Henning Christoph Gerdes (1665–1723) war er ab 1719 am Greifswalder Konsistorium tätig und wurde nach dessen Tod 1724 Konsistorialdirektor. Beide hatten wesentlichen Einfluss auf die juristische Ausbildung des Augustin von Balthasar. Philipp Balthasar Gerdes unterstützte die Anhänger des Pietismus an der Universität Greifswald Heinrich Brandanus Gebhardi, Jakob Heinrich Balthasar und Michael Christian Rusmeyer in ihrem Streit mit dem Führer des orthodoxen Luthertums Jeremias Papke, in dem er sie vom juristischen Standpunkt aus verteidigte.
1734 wurde er Direktor des Hofgerichtes in Greifswald und gab hierfür seine Professur und seine Stelle im Konsistorium auf. Er starb bereits 1736, während eines Gottesdienstes in der St.-Marien-Kirche.